# 南和広域医療企業団五條病院
南和広域医療企業団五條病院（なんわこういきいりょうきぎょうだんごじょうびょういん）は、一部事務組合である南和広域医療企業団が奈良県五條市に設置する病院。
前身の奈良県立五條病院は、臨床研修病院や奈良県災害拠点病院などの指定を受ける拠点病院であったが、2016年3月末で閉院。同年4月1日、拠点機能を引き継ぐ病院として吉野郡大淀町に南和広域医療企業団南奈良総合医療センターが開院。五條病院は南和広域医療企業団が運営する病院に再編され、2016年度は休院、2017年4月に「南和広域医療企業団五條病院」として再開院した。また附属施設であった奈良県立五條病院附属看護専門学校は南和広域医療企業団南奈良看護専門学校に継承された。

## 沿革
- 1972年（昭和47年）4月 - 奈良県立五條病院が開院。
- 1984年（昭和59年）4月 - 奈良県立五條病院附属看護専門学校が開校。
- 1991年（平成3年）8月 - 増改築工事が完了。
- 1996年（平成8年）11月 - 災害拠点病院に指定される。
- 2003年（平成15年）4月 - へき地医療拠点病院に指定される。
- 2016年（平成28年）3月末 - 奈良県立五條病院が閉院。　一部のフロアで耐震補強工事行う
- 2017年（平成29年）4月 - 南和広域医療企業団五條病院として再開院。

## 診療科
- 内科
- 整形外科

## 交通アクセス
- JR和歌山線五条駅から奈良交通バスに乗車、五條病院玄関口バス停で下車。